# 磷蛋白
磷蛋白（Phosphoprotein）是指經由翻译后修饰（磷酸化），與磷酸根或磷酸根衍生的基團共價結合的蛋白質，磷蛋白中，與磷酸根鍵結的胺基酸種類包括絲胺酸、蘇胺酸、酪胺酸、天門冬胺酸與組胺酸
。磷酸化是细胞内重要的一种重要的调节机制。
磷蛋白是原核生物與真核生物細胞内的一类含磷酸残基或酰基磷酸残基的蛋白质的统称。难溶于水，易溶于稀碱液。

## 例子
- Fc受体
- 钙调神经磷酸酶（Calcineurin）
- Urocortin
- 酪蛋白